# 松本市立清水中学校
松本市立清水中学校（まつもとしりつ しみずちゅうがっこう）は、長野県松本市清水にある公立の中学校。 

## 沿革
- 1947年（昭和22年） - 新制中学校発足時に開校した[1]。

## 概要
- 学校教育目標として、「四本の柱（すなおさ・若々しさ・たくましさ・ゆかしさ）」を掲げる[1]。
- 校章は2種類あり、松をモチーフにした男子生徒用は「希望・永続性・強さ」を、ハスの花をモチーフにした女子生徒用は「若人の清浄・すがすがしさ」を表している[1]。

## 目標

### 学校教育目標
すなおさ　若々しさ　たくましさ　ゆかしさ

### 重点目標
○引き受け引き出す学校づくり
○「表現力が育つ」〜全ての活動を通して〜

## 生徒数・職員数
- 2015年2月 生徒＝469人、職員＝42人[1]

### 学級数
- 2014年度＝1学年5クラス、2学年5クラス、3学年5クラス、特別支援学級4クラス[1]

## 主な行事
- 4月　京都奈良修学旅行（3年生）
- 5月　上高地キャンプ（1年生）
- 8月　乗鞍岳登山（2年生）
- 9月　清流総合発表会
- 12月　学年音楽会
- 1月　立志式（2年生）[1]

## 部活動
| - 男女バレーボール - 男女バスケットボール - サッカー - 卓球 - 女子ソフトテニス | - 陸上 - 野球 - 吹奏楽 - 合唱 - 美術 |

## 主な出身者
- 泉香澄 - 柔道家
- 山崎貴 - 映画監督
- 原直生 - サッカー選手
- 中嶋嶺雄 - 学者

## 所在地
- 〒390-0805 長野長野県松本市清水2丁目7番12号

松本市立清水小学校に隣接する。

## 交通アクセス
- アルピコ交通バス美ヶ原温泉線・入山辺線にて「清水中学校前」バス停下車。